# Ліпка (Нижньосілезьке воєводство)
Ліпка (пол. Lipka) — село в Польщі, у гміні Дзядова Клода Олесницького повіту Нижньосілезького воєводства.
Населення — 430 осіб (2011).
У 1975—1998 роках село належало до Каліського воєводства.

## Демографія
Демографічна структура станом на 31 березня 2011 року:
|          | Загалом | Допрацездатний вік | Працездатний вік | Постпрацездатний вік |
| -------- | ------- | ------------------ | ---------------- | -------------------- |
| Чоловіки | 228     | 43                 | 163              | 22                   |
| Жінки    | 202     | 39                 | 124              | 39                   |
| Разом    | 430     | 82                 | 287              | 61                   |